# Nymphula plumbofusalis
Nymphula plumbofusalis là một loài bướm đêm trong họ Crambidae.